# 凱特·瑪露
凱特·瑪露（原名Ketevan "Katie" Melua，喬治亞語：ქეთევან "ქეთი" მელუა；姓氏發音'mɛlu:ə聽ⓘ，1984年9月16日—），是一名英國創作歌手。她出生於格鲁吉亚，但在8歲時搬到北愛爾蘭，14歲時搬到英格蘭。 瑪露與Dramatico唱片公司簽約，經紀人是創作人Mike Batt。 她於2003年出道。2006年，凱特·瑪露成為英國最暢銷的女藝人 及歐洲最暢銷的歐洲女藝人。
2003年11月，19歲的凱特·瑪露發行她的首張專輯《停止飄泊》，登上英國專輯榜冠軍，在前五個月賣出了一百八十萬張。 第二張專輯《真情剪影》在2005年9月發行，獲得四白金認證。 第三張專輯《真情寫真》在2007年10月發行，是她與Mike Batt合作的最後一張作品。 根據2008年英國週日泰晤士報富豪榜，凱特·瑪露的財產達一千八百萬英鎊，成為30歲以下身價第七高的音樂家。根據2009年報導，她因全球經濟衰退損失了半數財產。

## 傳記

### 早年生活
凱特·瑪露，家族中的小名是（Ketino），在1984年出生於格鲁吉亚庫塔伊西，當時還是蘇聯的一部分。 她在五歲前一直與祖父母住在格鲁吉亚首都第比利斯 ，之後與家人搬到阿扎爾的巴統。 這個時候凱特會自己提著水桶爬到他們位在五樓的公寓 ，她說：「現在，每當我住在豪華的飯店裡時，我總會回想起那段時光……」
1993年，在格鲁吉亚內戰結束後，凱特全家搬到北愛爾蘭的貝爾法斯特，她父親在當地的皇家維多利亞醫院工作。他們一直住在貝爾法斯特，直到凱特13歲。凱特大部分的英文都在那裏學習。之後他們搬到倫敦的索頓，過段時間再搬到薩里郡的紅山。最近凱特搬到距離她父母所在的Maida Vale只有幾公里遠的諾丁丘的公寓， 她將公寓裡多餘的臥房改裝成錄音室。
凱特會說格鲁吉亚語、俄語和英語。她有部分的加拿大人血統， 有親戚住在俄羅斯 ，而她的家族姓氏則是來自於明格列爾語。
2008年奧塞提亞戰爭爆發，凱特的母親與弟弟正待在格鲁吉亚首都第比利斯的親戚家中。她原本預定兩個禮拜後前往格鲁吉亚。

### 首次電視表演
由於凱特生長於政治不穩定的格鲁吉亚和有著北愛爾蘭問題的貝爾法斯特， 她最初是想要成為一位歷史學家或是政治家。 2000年，15歲的凱特參加了英國獨立電視台的兒童節目《Mad for It》中的一個才藝競賽單元《Stars Up Their Noses》（名稱是改自於選秀節目《Stars in Their Eyes》）。 她以壞手指樂團（Badfinger）的歌曲《Without You》贏得比賽，獲得了價值350英鎊的MFI Retail的禮券，最後她買了一張椅子送給她父親。

### 求學
雖然她是东正教信徒， 但當她住在貝爾法斯特時，她就讀於天主教學校St. Catherine's Primary School和Dominican College，她弟弟則是就讀於新教學校。 她在位於索頓Cheam的女子學校Nonsuch High School完成了GCSE課程後，她進入了位於克羅伊登的BRIT School，開始BTEC的A級音樂課程。她在學校時開始試著創作歌曲， 之後遇見了她未來的經紀人Mike Batt。
凱特並沒有進入大學，雖然她曾表示她想要進入大學讀書，她說如果有機會，她在大學裡會想選讀英國文學、歷史和物理。

### 個人生活
凱特在BRIT School的求學期間認識了傻瓜樂團的主唱Luke Pritchard，並開始交往。她們雖然很少談起彼此的關係，但知道的是他們交往了三年。然而，隨著凱特的歌唱事業越來越成功，他們的關係也遇到了瓶頸，他們在2005年3月分手。
她有時會被稱為是個「adrenaline junkie」，因為她喜歡雲霄飛車和露天遊樂場，時常會去玩滑翔傘和滑翔翼。 她曾跳傘兩次並上一些飛行課程。Mike Batt說：「她喜歡刺激，但在生活上她情感是被壓抑的。」
凱特·瑪露希望媒體不要問任何有關性向的問題：「人們可以去隨意想像……我喜歡在我的公眾形象上保持一點神秘感。」
她在2012年嫁給前世界超級摩托車錦標賽(World Superbike)冠軍 James Toseland。；至2020年10月，她承認與James Toseland兩人已經簽字離婚。

### 英國公民
2005年8月10日，凱特全家人成為英國公民。公民儀式在Weybridge舉行。 在成為英國公民後，凱特能開始使用英國護照，讓她前往世界各地旅遊變得更方便。 英國是她所擁有的第三個國籍，另外兩個分別是(解體前)的蘇聯和格鲁吉亚。在儀式結束後，她表示對於新身分感到驕傲。她說：「我們非常幸運，在這個國家找到一個快樂的生活方式，我們覺得我們是屬於這裡的。我們也沒忘記我們是格鲁吉亚人，因為那裏是我們的故鄉，我每年都會回去格鲁吉亚去見我的叔叔及祖父母，不過我對於我是英國公民感到驕傲。」

## 音樂生涯

### Mike Batt
凱特在Brit School的表演吸引了作曲兼製作人Mike Batt的目光，他原本的目的是想找尋一個迷幻搖滾樂團，一位貝斯手 和一名「能以有趣的方式唱爵士和藍調」的歌手。 在聽完凱特演唱《Faraway Voice》（一首由她創作，內容是關於她的偶像伊娃·凱希蒂之死），Batt簽下了當時18歲的凱特並送她進入錄音室。

### 《停止飄泊》
《停止飄泊》收錄了兩首由凱特自己創作的歌：《Belfast (Penguins and Cats)》，一首關於她在貝爾法斯特的那段時光，以及《Faraway Voice》，一首關於伊娃·凱希蒂之死的歌。她也翻唱了Delores J. Silver的《Learnin' the Blues》，約翰·梅爾的《Crawling up a Hill》，蘭迪·紐曼的《I Think it's Going to Rain Today》和James Shelton的《Lilac Wine》。專輯中的最後六首歌是出自於Mike Batt之手。
在凱特的第一張單曲《The Closest Thing to Crazy》推出後，並未獲得廣播電台的強力放送。直到BBC Radio 2的製作人Paul Walters聽到了這張單曲，開始在受歡迎的Terry Wogan早餐秀中播放。 Wogan在2003年的11月和12月間，頻繁的播放《The Closest Thing to Crazy》，試圖將這首歌送上當年度的「聖誕冠軍單曲」寶座。雖然這張單曲只獲得第十名，但在Wogan的幫助下，凱特的知名度逐漸上升。當《停止飄 泊》專輯發行後立刻成為熱門專輯，在2004年1月登上英國專輯榜冠軍。《停止飄泊》進入愛爾蘭排行榜前五名，挪威前二十名，歐洲綜合榜前三十名及澳洲前十五名。在英國，專輯賣出了一百二十萬張，成為四白金唱片，並獲得六周排行榜冠軍。專輯在全球共賣出三百萬張。接下來所推出的單曲都未能獲得冠軍，第二張單曲也是專輯同名曲《Call off the Search》獲得第十九名，第三張單曲《Crawling up a Hill]》則是第四十一名。

### 《真情剪影》
第二張專輯《真情剪影》在2005年9月26日發行。先行單曲是《九百萬輛腳踏車》，在提早專輯一個禮拜的9月19日發行。最早播放這首歌的節目是8月1日的Terry Wogan秀。專輯中有四首是由凱特自己創作，四首由Batt創作，一首是兩人的共同作品，以及三首由凱特重新詮釋的「好歌」。樂團成員與第一張專輯一樣沒有改變。專輯在2005年10月3日登上英國專輯榜冠軍。
2005年9月30日，《九百萬輛腳踏車》這首歌詞遭到《衛報》的作者兼科學家賽門·辛的批評。歌詞中寫到：
|  | 我們距離宇宙的邊緣有120億光年。這是個猜測－沒有人能夠證實。但我知道，我將永遠陪在你身邊。 |

這段歌詞被Singh認為是對宇宙學家的抨擊， 引起了一連串《衛報》讀者的投書，表達對於這觀點正反兩面的想法。10月15日，凱特與賽門出現在BBC的《Today programme》節目中，凱特發表了採納賽門開玩笑的意見後的新歌詞：
|  | 我們距離我們可觀察到的宇宙邊緣有137億光年。這是在有著明確定義的誤差長條圖下的估計－科學家說這是真的，不過還沒非常準確。但在這些資訊下我預測，我將永遠陪在你身邊。 |

雙方都同意新的歌詞無法獲得商業上的成功，在過程中他們還討論到了科學正確性與藝術破格之間的問題。凱特說她「應該要更了解」，因為她在學校是天文社的一員。

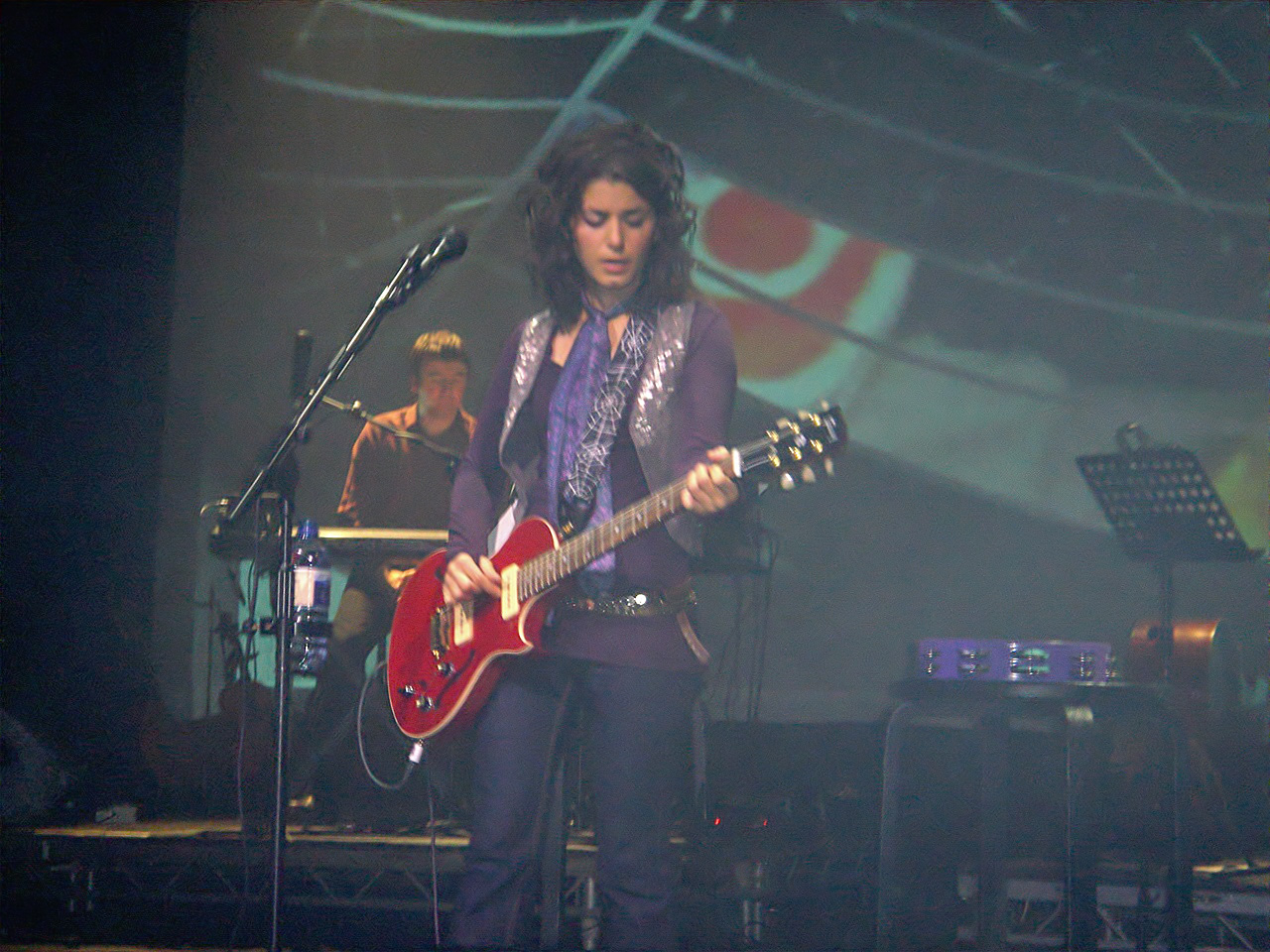
2006年凱特·瑪露在Cambridge Corn Exchange的表演

接著發行的雙A面單曲，收錄了凱特自己創作的《I Cried for You》和翻唱怪人樂團在1988年的歌曲《Just like Heaven》，這首歌成為電影《出竅情人》的主題曲。 這張單曲在12月5日發行，登上第三十五名。《I Cried for You》的靈感是來自於與《聖血與聖杯》作者的會面。
第三張單曲《Spider's Web》在2006年4月17日發行，登上第五十二名。凱特舉辦了《真情剪影》巡迴演唱會，在英國的第一場表演是在2006年1月20日蘇格蘭的亞伯丁。
2006年下半年，推出了由Mike Batt所寫的單曲《It's Only Pain》。 之後接著再推出一樣由Batt所寫的單曲《Shy Boy》。

### 《真情寫真》
2007年10月1日，發行了第三張專輯《真情寫真》， 並宣布這是與Mike Batt共同創作的最後一張專輯。 專輯中收錄了與好友，The Faders前任主唱Molly McQueen共同創作的歌曲《Perfect Circle》。 
專輯的iTunes版本多收錄了一首翻唱自王子的歌曲《Under the Cherry Moon》。 
《真情寫真》發行八個月後，在全球的銷量達到一百五十萬張，在英國則達四十五萬張，被認證為白金唱片，是2007年專輯銷售量第四十九名。

### 慈善工作
2004年11月，凱特被邀請加入Band Aid 20，與其他英國和愛爾蘭歌手一起演唱《Do They Know It's Christmas?》，替非洲饑荒募款。這首歌將在「Band Aid」20周年的慶祝活動上表演。
2005年3月19日，由前南非總統納爾遜·曼德拉為愛滋病所發起的《46664》慈善演唱會在南非西開普省喬治舉行，凱特與布萊恩·梅一起演唱了《Too Much Love Will Kill You》。凱特從小就是皇后合唱團的歌迷，能與布萊恩·梅一同演出讓她完成了兒時的夢想。
凱特是救助兒童會（Save the Children）的親善大使，2005年2005她前往斯里蘭卡，關心當地飽受內戰及南亞海嘯之苦的兒童 。 2006年，她捐贈了《Spider's Web》這張單曲的所有收入給慈善單位。
她也會到樂施會慈善商店購買衣服。 然而，她曾表示這行為並不是在於幫助樂施會，而是她不喜歡花費、奢華， 她承認在平常時看起來「像是在流浪」，她的髮型設計師開玩笑地稱她是「羅馬尼亞的窗戶清潔工」。
2007年7月7日，她參加Live Earth在德國漢堡的演唱會。
2007年12月，凱特發行一張收錄翻唱自路易斯·阿姆斯壯的《What A Wonderful World》的單曲，並在2007年12月16日登上冠軍寶座。她將這首歌曲的全部收錄捐給紅十字會。

### 世界紀錄保持人
2006年10月2日，凱特登上了《金氏世界紀錄大全》，成為在最深的海裡開過演唱會的歌手。地點是在挪威國家石油公司在北海深達303公尺的Troll A platform。在表演之前，凱特與她的樂團在挪威曾進行一連串的藥物測試及維生訓練。
凱特稍後表示能達成這項紀錄是「我做過最超現實的演唱會」。之後在2007年6月發行了紀念DVD《Concert Under the Sea》。

### 音樂品味
2006年4月，她為了《太陽報》挑選了十四首她最喜愛也是影響她最大的歌曲。歌曲包括有保羅·賽門的《Hearts and Bones》，傑夫·巴克利翻唱自李歐納·孔的《Hallelujah》，瓊妮·蜜雪兒的《Marcie》，巴布·狄倫的《Masters of War》，詹姆斯·泰勒的《How Sweet It Is (to Be Loved by You)》，查克·貝瑞的《No Particular Place to Go》，波提斯黑樂團的《Glory Box》，碧玉的《The Pleasure Is All Mine》，卡蜜兒的《Au Port》，討伐體制樂團的《Killing in the Name》，Bobbie Gentry的《Fancye》，凡立·奇的《Even After All》，蘇珊·薇格的《Caramel》和步履蹣跚樂團的《Fuck Forever》。
凱特曾多次表示皇后合唱團對她的童年及青少年時期影響很大，她曾買了《精選 II》這張精選輯，曾在家鄉格鲁吉亚獨自演唱《Radio Ga Ga》這首歌。
2006年11月，她在BBC的《The Culture Show》節目中選擇了保羅·麥卡尼作為英國的代表人物。

## 演戲
2007年，凱特宣布將參與電影《瘋人鋸院》的演出。

## 音樂作品

### 專輯
| 年度 | 專輯名稱 | 排行榜名次 | 排行榜名次 | 排行榜名次 | 排行榜名次 | 排行榜名次 | 排行榜名次 | 排行榜名次 | 排行榜名次 | 排行榜名次 | 排行榜名次 | 排行榜名次 | 排行榜名次 | 排行榜名次 | 排行榜名次 | 排行榜名次 | 排行榜名次  | 排行榜名次 | 排行榜名次 | 銷售量與唱片認證 （页面存档备份，存于）                                                                   |
| 年度 | 專輯名稱 | 英國       | 愛爾蘭     | 澳洲       | 波蘭       | 德國       | 奧地利     | 瑞士       | 荷蘭       | 挪威       | 義大利     | 比利時     | 法國       | 紐西蘭     | 歐洲       | 美國       | 美國 (爵士) | 美國 (HS)  | 世界       | 銷售量與唱片認證 （页面存档备份，存于）                                                                   |
| ---- | --- | ---------- | ---------- | ---------- | ---------- | ---------- | ---------- | ---------- | ---------- | ---------- | ---------- | ---------- | ---------- | ---------- | ---------- | ---------- | ----------- | ---------- | ---------- | --- |
| 2003 | 《Call Off the Search 停止飄泊》 - 第一張錄音室專輯 - 發行日期：英國 2003年11月3日 美國2004年6月8日 - 格式：CD/ LP | 1          | 1          | 13         | 19         | 8          | -          | 29         | 6          | 2          | -          | -          | 41         | 4          | -          | 161        | 1           | 7          | 12         | 英國銷售量：1,800,000+ 英國：六白金唱片 德國：雙白金唱片 荷蘭：白金唱片 全球銷售量：3,500,000+            |
| 2005 | 《Piece by Piece 真情剪影》 - 第二張錄音室專輯 - 發行日期：英國 2005年9月26日 美國 2006年6月6日 - 格式：CD/ LP     | 1          | 1          | 31         | 1          | 2          | 5          | 3          | 1          | 1          | 17         | 4          | 9          | 2          | 1          | 108        | 3           | 2          | 7          | 英國：四白金唱片 波蘭：雙白金唱片 德國：三白金唱片 荷蘭：三白金唱片 世界：白金唱片 全球銷售量：3,200,000+ |
| 2007 | 《Pictures 真情寫真》 - 第三張錄音室專輯 - 發行日期：英國 2007年10月1日 - 格式：CD/ LP                             | 2          | 6          | 63         | 3          | 2          | 6          | 1          | 1          | 2          | 18         | 10         | 4          | 27         | 1          | -          | -           | -          | 9          | 英國：白金唱片 瑞士：雙白金唱片 波蘭：金唱片 德國：白金唱片 世界：金唱片 全球銷售量：1,600,000+           |
| 2009 | 《Live at The O2 Arena》 - 第一張演唱會專輯 - 發行日期：英國 2009年5月18日 - 格式：CD/ LP                          |            |            |            |            |            |            |            |            |            |            |            |            |            |            |            |             |            |            | |
| 2010 | 《The House》 - 第四張錄音室專輯 - 發行日期：英國 2010年5月24日 - 格式：CD/ LP                                     |            |            |            |            |            |            |            |            |            |            |            |            |            |            |            |             |            |            | |
| 2012 | 《Secret Symphony》 - 第五張錄音室專輯 - 發行日期：英國 2012年3月5日 - 格式：CD/ LP                                |            |            |            |            |            |            |            |            |            |            |            |            |            |            |            |             |            |            | |
| 2012 | 《B-Sides: The Tracks That Got Away》 - 精選專輯 - 發行日期：英國 2012年12月3日 - 格式：CD/ LP                     |            |            |            |            |            |            |            |            |            |            |            |            |            |            |            |             |            |            | |
| 2013 | 《Ketevan》 - 第六張錄音室專輯 - 發行日期：英國 2013年9月16日 - 格式：CD/ LP                                       |            |            |            |            |            |            |            |            |            |            |            |            |            |            |            |             |            |            | |
| 2016 | 《In Winter》 - 第七張錄音室專輯 - 發行日期：英國 2016年10月14日 - 格式：CD/ LP                                    |            |            |            |            |            |            |            |            |            |            |            |            |            |            |            |             |            |            | |
| 2018 | 《Ultimate Collection》 - 精選專輯 - 發行日期：英國 2018年10月5日 - 格式：CD/ LP                                   |            |            |            |            |            |            |            |            |            |            |            |            |            |            |            |             |            |            | |
| 2019 | 《Live in Concert》 - 第二張演唱會專輯 - 發行日期：英國 2019年12月13日 - 格式：CD/ LP                              |            |            |            |            |            |            |            |            |            |            |            |            |            |            |            |             |            |            | |
| 2020 | 《Album No.8》 - 第八張錄音室專輯 - 發行日期：英國 2020年10月16日 - 格式：CD/ LP                                   |            |            |            |            |            |            |            |            |            |            |            |            |            |            |            |             |            |            | |
| 2022 | 《Aerial Objects》 - 第九張錄音室專輯 - 發行日期：英國 2022年7月15日 - 格式：CD/ LP                                |            |            |            |            |            |            |            |            |            |            |            |            |            |            |            |             |            |            | |
| 2023 | 《Love & Money》 - 第十張錄音室專輯 - 發行日期：英國 2023年3月24日 - 格式：CD/ LP                                  |            |            |            |            |            |            |            |            |            |            |            |            |            |            |            |             |            |            | |
| 2023 | 《Call Off The Search 20th Anniversary Edition》 - 精選專輯 - 發行日期：英國 2023年11月3日 - 格式：CD/ LP          |            |            |            |            |            |            |            |            |            |            |            |            |            |            |            |             |            |            | |

| 年度 | 單曲名稱                                          | 排行榜名次 | 排行榜名次 | 排行榜名次 | 排行榜名次 | 排行榜名次 | 排行榜名次 | 排行榜名次 | 排行榜名次 | 排行榜名次 | 排行榜名次 | 收錄專輯     |
| 年度 | 單曲名稱                                          | 英國       | 愛爾蘭     | 荷蘭       | 波蘭       | 德國       | 法國       | 義大利     | 比利時     | 瑞士       | 挪威       | 收錄專輯     |
| ---- | ------------------------------------------------- | ---------- | ---------- | ---------- | ---------- | ---------- | ---------- | ---------- | ---------- | ---------- | ---------- | ------------ |
| 2003 | 《The Closest Thing to Crazy》                    | 10         | 4          | 41         | —          | —          | —          | —          | —          | —          | —          | 《停止飄泊》 |
| 2004 | 《Call off the Search》                           | 19         | —          | —          | —          | —          | —          | —          | —          | —          | —          | 《停止飄泊》 |
| 2004 | 《Crawling up a Hill》                            | 41         | –          | 88         | –          | –          | —          | —          | —          | —          | —          | 《停止飄泊》 |
| 2005 | 《九百萬輛腳踏車》                                | 5          | 11         | 2          | 1          | 31         | 56         | 17         | 4          | 43         | 10         | 《真情剪影》 |
| 2005 | 《I Cried for You》 / 《Just like Heaven》        | 35         | 45         | 29         | —          | —          | —          | —          | 50         | —          | —          | 《真情剪影》 |
| 2006 | 《Spider's Web》                                  | 52         | —          | 50         | 2          | 62         | —          | —          | —          | 54         | —          | 《真情剪影》 |
| 2006 | 《It's Only Pain》                                | 41         | —          | 39         | 4          | 80         | —          | —          | —          | —          | 15         | 《真情剪影》 |
| 2006 | †《Shy Boy》                                      | —          | —          | 16         | 1          | —          | —          | —          | —          | —          | —          | 《真情剪影》 |
| 2007 | 《If You Were a Sailboat》                        | 23         | —          | 10         | 10         | 62         | —          | —          | 15         | 12         | 5          | 《真情寫真》 |
| 2007 | †《Mary Pickford (Used to Eat Roses)》            | —          | —          | —          | —          | —          | —          | —          | —          | —          | —          | 《真情寫真》 |
| 2007 | ǂ《What a Wonderful World》 （與伊娃·凱希蒂合唱） | 1          | —          | —          | —          | —          | —          | —          | —          | —          | —          | 慈善單曲     |
| 2008 | 《If the Lights Go Out》                          | 96         | —          | 58         | —          | —          | —          | —          | —          | —          | —          | 《真情寫真》 |
| 2008 | 《Ghost town》                                    | —          | —          | —          | —          | —          | —          | —          | —          | —          | —          | 《真情寫真》 |

† 網路下載單曲

ǂ 只在特易購發行的單曲

### DVD
| 年度 | 作品名稱                               | 類型   |
| ---- | -------------------------------------- | ------ |
| 2004 | 《停止飄泊》特別加值版                 | CD/DVD |
| 2006 | 《Katie Melua: On the Road Again》     | DVD    |
| 2006 | 《真情剪影》特別加值版                 | CD/DVD |
| 2007 | 《Katie Melua: Concert Under the Sea》 | DVD    |

### 其他作品
| 年度 | 作品名稱                                          | 附註                         |
| ---- | ------------------------------------------------- | ---------------------------- |
| 2004 | 《I Put a Spell on You》                          | 現場單曲，只在美國發行       |
| 2004 | 《Thank You, Stars》                              | 只在美國發行                 |
| 2005 | 《Fairytale of New York》                         | 與棒客樂團一起演出           |
| 2007 | †《The Closest Thing to Crazy (Spanish Version)》 | 網路下載單曲，以西班牙語演唱 |
| 2007 | †《Faraway Voice (Spanish Version)》              | 網路下載單曲，以西班牙語演唱 |
| 2007 | 《What a Wonderful World》 （與伊娃·凱希蒂合唱）  | 紅十字會募款單曲             |

- 《九百萬輛腳踏車》收錄在《Now That's What I Call Music! 62》合輯。

### 原聲帶
| 年度 | 影片                       | 歌曲                                            |
| ---- | -------------------------- | ----------------------------------------------- |
| 2007 | 《神探俏佳人》             | 《Looking for Clues》                           |
| 2006 | 《Mía Sarah》              | 《Call off the Search》，《Tiger in the Night》 |
| 2006 | 《波特小姐：彼得兔的誕生》 | 《When You Taught Me How to Dance》             |
| 2005 | 《出竅情人》               | 《Just like Heaven》                            |

## 影像作品

### 電影
| 年度' | 影片         | 腳色                 |
| ----- | ------------ | -------------------- |
| 2007  | 《瘋人鋸院》 | Murder Victim 的朋友 |

## 獎項
| 年度 |                | 提名項目           | 結果 |
| ---- | -------------- | ------------------ | ---- |
| 2007 | ECHO Award     | 最佳國際女歌手     | 獲獎 |
| 2007 | Goldene Kamera | 國際流行個人歌手   | 獲獎 |
| 2006 | 全英音樂獎     | 最佳英國女個人歌手 | 提名 |
| 2006 | 全英音樂獎     | 最佳流行歌手       | 提名 |
| 2006 | ECHO Award     | 最佳國際女歌手     | 提名 |
| 2005 | ECHO Award     | 最佳國際新進歌手   | 獲獎 |

- 凱特·瑪露是2004年和2005年英國最暢銷的歌手。[4]
- 2006年有種鬱金香以凱特·瑪露的名字命名。[67]
- 根據VH1，《停止飄泊》是英國史上銷售量第87名的專輯。[68]

## 外部連結
- 官方網站 （页面存档备份，存于）
- 凱特·瑪露荷蘭網站 （页面存档备份，存于）
- Katie Melua在Allmusic上的頁面
- Katie Melua在MusicBrainz上的頁面（英文）
- Katie Melua的MySpace主頁
- Katie Melua在互联网电影资料库（IMDb）上的資料（英文）
- My Secret Life: Katie Melua, singer/songwriter, 《獨立報》，2007年11月24日
- "Songstress Katie Melua: Brighten My Northern Sky", 與Sadi Ranson-Polizzotti的訪談 （页面存档备份，存于）